# ニック・チャブ
ニコラス・ジャマール・チャブ（Nicholas Jamaal Chubb、1995年12月27日 - ）は、アメリカ合衆国ジョージア州シーダタウン出身のアメリカンフットボール選手。ポジションはランニングバック（RB）。NFLのヒューストン・テキサンズに所属している。
カレッジフットボールはジョージア大学でプレーをし、2018年のNFLドラフトの2巡目全体35位指名をされ、クリーブランド・ブラウンズに入団した。同じくNFL選手のブラッドリー・チャブは従弟にあたる。

## 大学時代

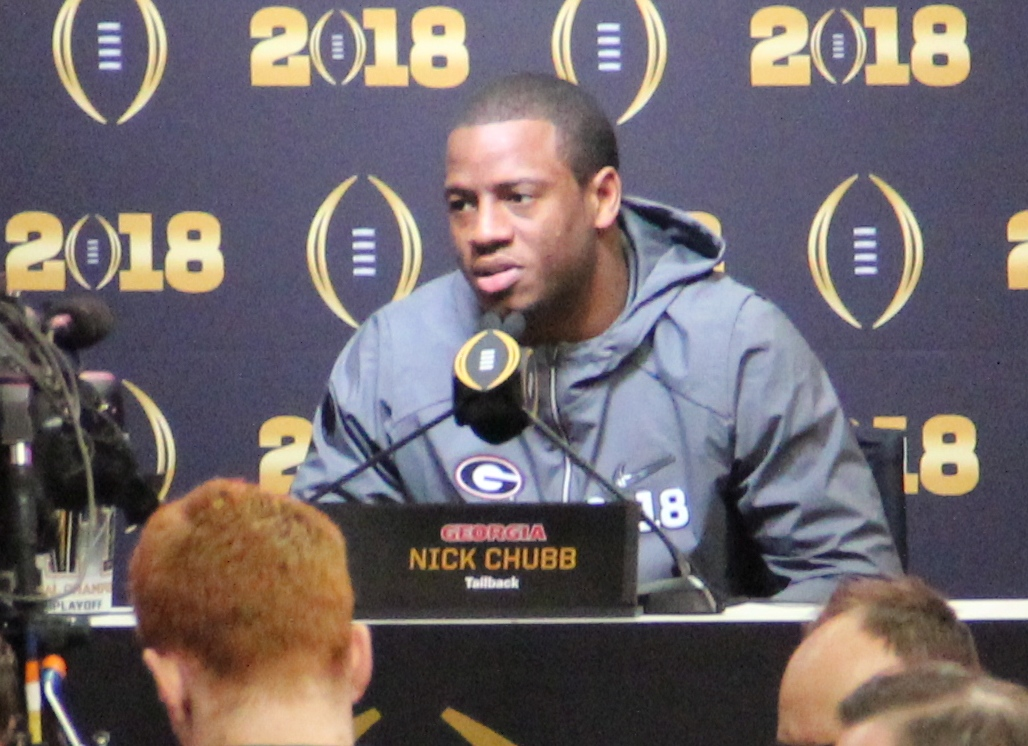
2018年のチャブ

チャブは、将来のNFLのランニングバックのトッド・ガーリーのバックアップとして、フレッシュマンシーズンを過ごした。ガーリーが出場停止になった後、チャブが先発の座を引き継いだ。彼の大学キャリア最初の先発出場した試合だったアーカンソー大学戦では、38回のキャリーで143ヤードを記録した。2014年のベルクボウルでのルイビル大学戦で、チャブは266ヤードのラッシングヤードでボウルゲームの記録を更新し、ベルクボウルのMVPに選ばれた。チャブは 1,547ヤードのラッシングヤードでフレッシュマンシーズンを終えた。
2015年10月3日のアラバマ大学戦で、100ヤード越えのゲームが13試合連続というハーシェル・ウォーカーの記録に並んだ。しかし、2015年10月に、チャブはテネシー大学戦で膝の怪我を負い 、記録を超えることはかなわなかった。その怪我のため、彼は2015年シーズンの残りを欠場したが、新しいヘッドコーチカービー・スマートの下で2016年シーズンに復帰した。
彼はまた、ランニングバックの元デュオであったトッド・ガーリーを学校のラッシュヤードで抜かし、2番目にランクインした。チャブはまた、 ケビン・フォークとダレン・マクファーデンを抜いて、史上最高のSECラッシュヤードで2位になった。
チャブは2017年のNFLドラフトに参加すると考えられていたが、2017年にもチームに戻り、シニアシーズンも大学でプレーすることを決めた。シニアイヤーには、チャブはソニー・ミシェルとキャリーを分割したが、223 キャリー（平均 6.0）で1,345ヤード、15タッチダウンを記録した。2人はジョージア大学を12対1の記録とSECのタイトルに導いた。カレッジフットボールプレーオフ準決勝のローズボウルではオクラホマ大学に勝利し、チャブは14回のキャリーで145ヤードを記録した。ナショナルチャンピオンシップゲームでは、アラバマ大学の完璧なディフェンスにより、チャブは18回のキャリーでわずか25ヤードに留まった。

### 大学成績
| 年       | 試合 | 試合 | ラン | ラン        | ラン             | ラン        | ラン | レシーブ | レシーブ    | レシーブ         | レシーブ    | レシーブ |
| 年       | 出場 | 先発 | 回数 | 獲得 ヤード | 平均 獲得 ヤード | 最長 ヤード | TD   | 回数     | 獲得 ヤード | 平均 獲得 ヤード | 最長 ヤード | TD       |
| -------- | ---- | ---- | ---- | ----------- | ---------------- | ----------- | ---- | -------- | ----------- | ---------------- | ----------- | -------- |
| 2014     | 13   | 8    | 219  | 1,547       | 7.1              | 83          | 14   | 18       | 213         | 11.8             | 27          | 2        |
| 2015     | 6    | 6    | 92   | 747         | 8.1              | 83          | 7    | 4        | 32          | 8.0              | 24          | 1        |
| 2016     | 13   | 11   | 224  | 1,130       | 5.0              | 55          | 8    | 5        | 86          | 17.2             | 49          | 1        |
| 2017     | 15   | 15   | 223  | 1,345       | 6.0              | 55          | 15   | 4        | 30          | 7.5              | 11          | 0        |
| キャリア | 47   | 40   | 758  | 4,769       | 6.3              | 83          | 44   | 31       | 361         | 11.6             | 49          | 4        |

## プロキャリア

### クリーブランド・ブラウンズ

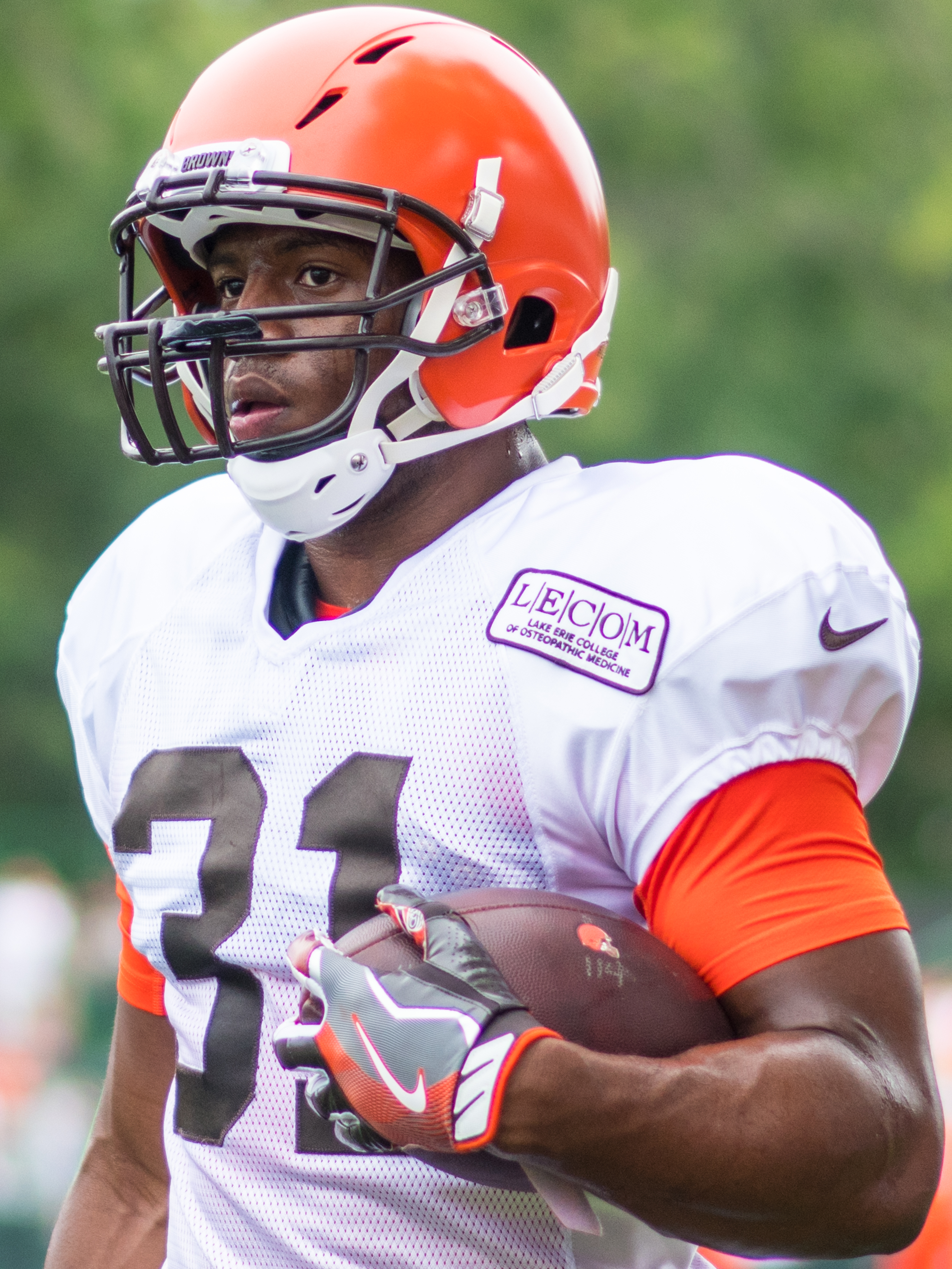
2018年のトレーニングキャンプでのチャブ

| 身長                      | 体重            | 腕 の 長 さ   | 手 の 大 き さ   | 40Yrd ダ ッ シ ュ | 10Yrd ス プ リ ッ ト | 20Yrd ス プ リ ッ ト | 20Yrd シ ャ ト ル | 3 コ 丨 ン ド リ ル | 垂 直 跳 び       | 立 ち 幅 跳 び      | ベ ン チ プ レ ス |
| ------------------------- | --------------- | ------------- | ---------------- | ----------------- | -------------------- | -------------------- | ----------------- | ------------------- | ----------------- | ------------------- | ----------------- |
| 5 ft 10+7⁄8 in (180 cm)   | 227 lb (103 kg) | 32 in (81 cm) | 9+5⁄8 in (24 cm) | 4.52 s            | 1.62 s               | 2.67 s               | 4.25 s            | 7.09 s              | 38+1⁄2 in (98 cm) | 10 ft 8 in (3.25 m) | 29 回             |
| All values from NFL Draft |                 |               |                  |                   |                      |                      |                   |                     |                   |                     |                   |

チャブは2018年のNFLドラフトでクリーブランド・ブラウンズに2巡目全体35位で指名された。彼はその年に選ばれた4番目のランニングバックだった。

#### 2018年
2018年6月4日、チャブは約740万ドル相当の4年間のルーキー契約を結んだ。
ベテランのカルロス・ハイドとデューク・ジョンソンから学んででプレーした彼は、シーズン開幕戦のスティーラーズ戦でNFLデビューを果たし、3回のキャリーで21ヤードを記録した。チャブは、NFL史上4人目の、3回以下のキャリーで100ラッシングヤードを破った選手となった。10月19日、ブラウンズがカルロス・ハイドをジャクソンビル・ジャガーズにトレードした後、チャブはフルタイムのスターターに選ばれた。11月11日のファルコンズ戦で、チャブは92ヤードのタッチダウンランをし、これはブラウンズのフランチャイズ史上最長のタッチダウンランとなった。
チャブは、192回のキャリーで996ヤードを走り、8回のタッチダウン（両方のカテゴリーにおいてルーキーの中で、セイクワン・バークリーとフィリップ・リンゼイに次ぐ3位）と20回のキャッチで149ヤード、2 回のタッチダウンを記録してルーキーイヤーを終えた。

#### 2019年

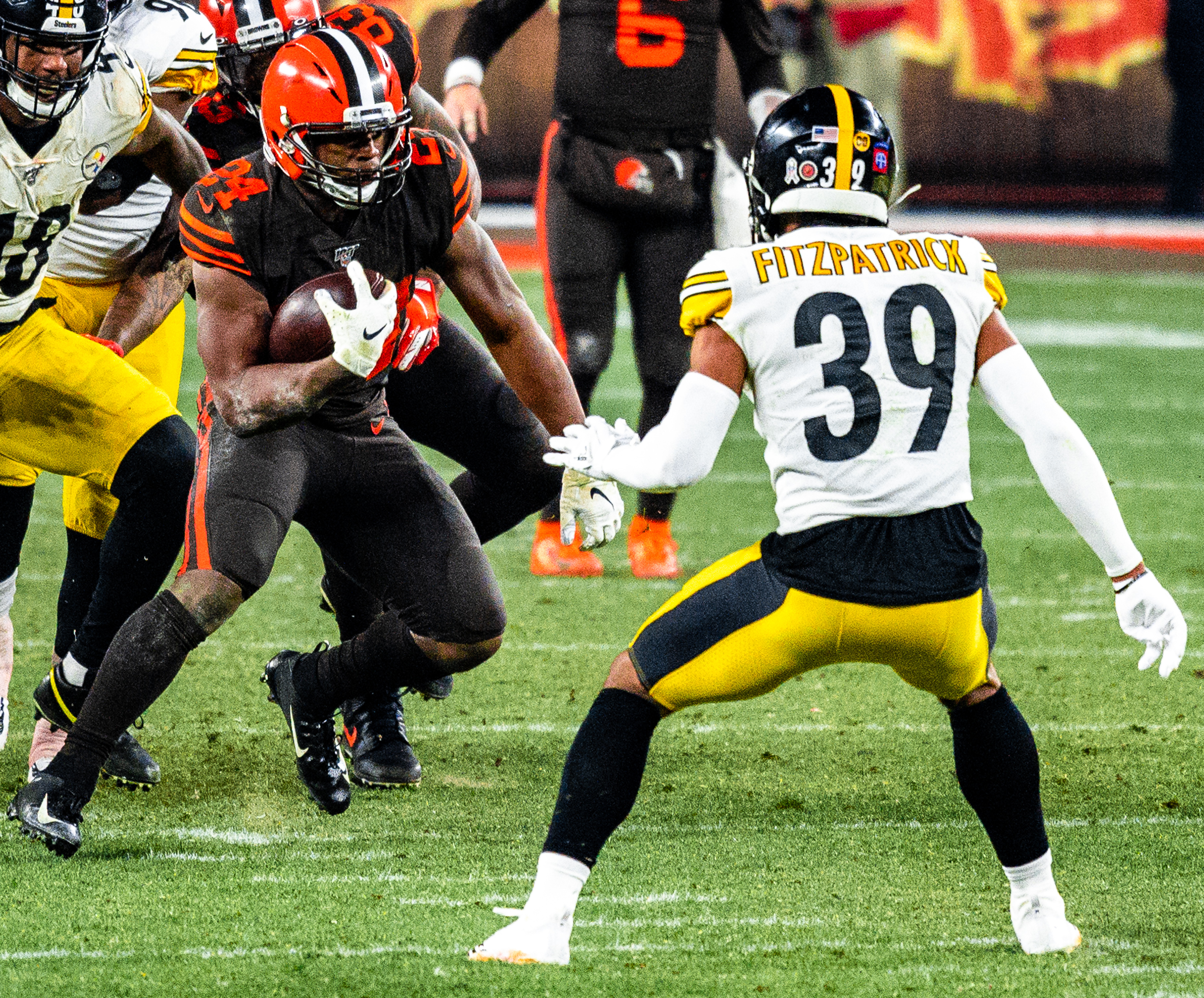
2019年、スティーラーズと対戦するチャブ。

第4週のレイブンズ戦では、 165ヤードを走り、キャリア最高の3タッチダウンを記録し、チャブはAFCオフェンシブプレーヤー・オブ・ザ・ウィークに選ばれた。
チャブは、1,494ヤードのラン獲得ヤードと8タッチダウン、36回のキャッチで278ヤードで2019年シーズンを終えた。彼の1,494 ヤードのラン獲得ヤードは、1,540ヤードを記録したデリック・ヘンリーに次いで 2 番目に多かった。

#### 2020年
第 4 週のカウボーイズ戦で、チャブはMCLを損傷したため、チームは、2020年10月5日に彼を故障者リストに入れた。チャブは、2020年11月14日に故障者リストからアクティブ登録された。17週目に、チャブはシーズン1,000ヤードを超え、1958年のジム・ブラウン以来、ピッツバーグ・スティーラーズに対して40ヤード以上のタッチダウンを記録した最初のブラウンズのランニングバックとなった。
ワイルドカードゲームでのスティーラーズとの対戦では、チャブは22回のキャリーで合計 145ヤードを獲得し、ブラウンズの48-37での勝利に貢献した。

#### 2021年
2021年7月31日、チャブはブラウンズと3年3,660万ドルの契約延長にサインした。
2021年12月20日、チャブは2021年のプロボウルに選ばれた5人のブラウンズの選手の1人だった。

#### 2022年
全17試合に出場して302回のキャリーで1,525ヤードを獲得し、4年連続のプロボウル、自身初となるオールプロセカンドチームに選出された。

#### 2023年
第2週のスティーラーズ戦で、膝に2度の手術を要する大怪我を負い、その後のシーズンを全休した。

#### 2024年
前年の怪我から、第7週のシンシナティ・ベンガルズ戦で復帰した。

### ヒューストン・テキサンズ
2025年6月9日、ヒューストン・テキサンズと1年250万ドルの契約を結んだ。

## 詳細情報

### 年度別成績

#### レギュラーシーズン
| 年度     | チーム   | 背 番 号 | 試合 | 試合 | レシーブ | レシーブ    | レシーブ         | レシーブ    | レシーブ | ラン | ラン        | ラン             | ラン        | ラン | ファンブル    | ファンブル |
| 年度     | チーム   | 背 番 号 | 出場 | 先発 | 回数     | 獲得 ヤード | 平均 獲得 ヤード | 最長 ヤード | TD       | 回数 | 獲得 ヤード | 平均 獲得 ヤード | 最長 ヤード | TD   | ファン ブル数 | ロスト     |
| -------- | -------- | -------- | ---- | ---- | -------- | ----------- | ---------------- | ----------- | -------- | ---- | ----------- | ---------------- | ----------- | ---- | ------------- | ---------- |
| 2018     | CLE      | 24       | 16   | 9    | 192      | 996         | 5.2              | 92          | 8        | 20   | 149         | 7.5              | 24          | 2    | 0             | 0          |
| 2019     | CLE      | 24       | 16   | 16   | 298      | 1,494       | 5.0              | 88          | 8        | 36   | 278         | 7.7              | 32          | 0    | 3             | 3          |
| 2020     | CLE      | 24       | 12   | 12   | 190      | 1,067       | 5.6              | 59          | 12       | 16   | 150         | 9.4              | 26          | 0    | 1             | 1          |
| 2021     | CLE      | 24       | 14   | 14   | 228      | 1,259       | 5.5              | 70          | 8        | 20   | 174         | 8.7              | 40          | 1    | 2             | 1          |
| 2022     | CLE      | 24       | 17   | 17   | 302      | 1,525       | 5.0              | 41          | 12       | 27   | 239         | 8.9              | 26          | 1    | 1             | 1          |
| 2023     | CLE      | 24       | 2    | 2    | 28       | 170         | 6.1              | 20          | 0        | 4    | 21          | 5.3              | 10          | 0    | 0             | 0          |
| 2024     | CLE      | 24       | 8    | 8    | 102      | 332         | 3.3              | 19          | 3        | 5    | 31          | 6.2              | 19          | 1    | 1             | 1          |
| NFL：7年 | NFL：7年 | NFL：7年 | 85   | 78   | 1,340    | 6,843       | 5.1              | 92          | 51       | 128  | 1,042       | 8.1              | 40          | 5    | 8             | 7          |

- 2024年度シーズン終了時
- 太字は自身最高記録

#### ポストシーズン
| 年度 | チーム | 試合 | 試合 | レシーブ | レシーブ    | レシーブ         | レシーブ    | レシーブ | ラン | ラン        | ラン             | ラン        | ラン | ファンブル    | ファンブル |
| 年度 | チーム | 出場 | 先発 | 回数     | 獲得 ヤード | 平均 獲得 ヤード | 最長 ヤード | TD       | 回数 | 獲得 ヤード | 平均 獲得 ヤード | 最長 ヤード | TD   | ファン ブル数 | ロスト     |
| ---- | ------ | ---- | ---- | -------- | ----------- | ---------------- | ----------- | -------- | ---- | ----------- | ---------------- | ----------- | ---- | ------------- | ---------- |
| 2020 | CLE    | 2    | 2    | 31       | 145         | 4.7              | 23          | 0        | 6    | 73          | 12.2             | 40          | 1    | 0             | 0          |
| 計   | 計     | 2    | 2    | 31       | 145         | 4.7              | 23          | 0        | 6    | 73          | 12.2             | 40          | 1    | 0             | 0          |

## 身体能力
40ヤード走は4.52秒とNFLランニングバックでは平均以下ではあるものの、高校時代に陸上を兼任しており、100ｍ走10.69秒、200m走21.83秒、砲丸投げ17.05ｍを記録しており州大会では16.77mで砲丸投げのジョージア州の高校王者になっている。
スクワットで675lb（306.2kg）を記録するほどの下半身の強靭さと、パワークリーンで420lb（190.5㎏）を記録するほどの全身の筋力と瞬発力を兼ね備えている。